# Épernay
Épernay je mesto in občina v severni francoski regiji Šampanja-Ardeni, podprefektura departmaja Marne. Po podatkih iz leta 2004 je mesto imelo 26.000 prebivalcev. Danes je Épernay poznan kot eden glavnih središč proizvodnje šampanjca.

## Geografija
Kraj leži na zahodu departmaja Marne na levem bregu reke Marne, 31 km zahodno od Châlonsa in 27 km jugozahodno od Reimsa. Vzhodno od njega se nahajajo šampanjski vinogradi.

## Administracija
Épernay je sedež dveh istoimenskih kantonov:
- Kanton Épernay-1 (del občine Épernay),
- Kanton Épernay-2 (del občine Épernay, občine Saint-Martin-d'Ablois, Chouilly, Damery, Fleury-la-Rivière, Mardeuil, Moussy, Pierry, Vauciennes, Venteuil, Vinay).

Mesto je prav tako sedež okrožja, v katerega so poleg njegovih dveh vključeni še kantoni Anglure, Ay, Avize, Dormans, Esternay, Fère-Champenoise, Montmirail, Montmort-Lucy in Sézanne s 109.827 prebivalci.

## Zgodovina
Uradno ustanovljen v 5. stoletju je Épernay (keltsko-rimski Sparnacum) pripadal nadškofiji v Reimsu, v letu 1024 pa je prišel v posest šampanjskih grofov. Med stoletno vojno je bil močno poškodovan. Leta 1544 ga je dal francoski kralj Franc I. zažgati. Leta 1592 se je upiral Henriku Navarskemu, v napadu je bil pred zavzetjem ubit maršal Biron. Leta  1642 je bil skupaj s Château-Thierry dodeljen vojvodu de Bouillonu.
Med prvo svetovno vojno sta bili porušeni dve tretjini kraja, v drugi pa je bil bombardiran, osvobojen 28. avgusta 1944.

## Pobratena mesta
- Clevedon (Združeno kraljestvo),
- Ettlingen (Nemčija),
- Fada N'Gourma (Burkina Faso),
- Middelkerke (Belgija),
- Montespertoli (Italija).